# Депортес Киндио
«Депо́ртес Кинди́о» (исп. Deportes Quindío) — колумбийский футбольный клуб из города Армения. В настоящий момент выступает Примере B, втором по силе дивизионе страны.

## История
Команда была основана 8 января 1951 года, в том же году дебютировала в Кубке Мустанга, высшем дивизионе чемпионата Колумбии. «Депортес Киндио» впервые вылетел из высшего дивизиона в 2000 году, проведя сезон 2001 года в «Примере B», но победив в ней и вернувшись в высшую лигу уже на следующий год после вылета. В сводной таблице чемпионата Колумбии за все времена клуб занимает 9-е место. По итогам сезона 2013/14 «Депортес Киндио» во второй раз вылетел во Второй дивизион, заняв последнее место в сводной таблице вылета.
Домашние матчи команда проводит на стадионе «Сентанарио», вмещающем 20 716 зрителей. Главным достижением команды является победа в чемпионате Колумбии в 1956 году.

## Достижения
- Чемпион Колумбии (1): 1956
- Вице-чемпион Колумбии (2): 1953, 1954
- Победитель Примеры B (2): 2001, 2021 (Апертура)

## Участие в южноамериканских кубках
- Кубок КОНМЕБОЛ (2):
  - 1998 — 1/4 финала
  - 1999 — Первый раунд

## Сезоны по дивизионам
- Примера А (74): 1951—2000, 2002—2013, 2021
- Примера B (9): 2001, 2014—2020, с 2022